# Самостійність (тижневик)
«Самостійність» — націоналістичний тижневик, виходив 1934—1937 у Чернівцях за редакцією Дениса Квітковського, накладом 7 000 примірників; мав великий вплив на молодь (від назви галицьких націоналістів на Буковині звали «самостійниками»). Друкований орган ОУН.
Додаток — сатирично-гумористичний «Чортополох» (1936—1937; редактор Орест Масикевич).
Накладом «Самостійності» вийшли два календарі на 1936 і 1937 з багатим літературно-історичним матеріалом до історії Буковини та Бессарабії.